# Challenge-Cup 1902-1903
Come nell'edizione precedente, anche alla sesta Challenge-Cup parteciparono squadre dai tre maggiori centri dell'Impero. Si consolidò la tradizione di iniziare il torneo ad autunno inoltrato, per poi terminarlo a primavera dopo la pausa invernale; inoltre si continuò con turni zonali, per concludere successivamente la competizione a Vienna. Ad aggiudicarsi la coppa fu il Wiener FC 1898, alla seconda affermazione.

## Risultati
Dopo gli avvenimenti dell'edizione precedente, in cui lo Slavia Praga aveva abbandonato la semifinale per protesta, la squadra cecoslovacca declinò l'invito e non partecipò più alla Coppa.
Di seguito sono elencati i risultati della competizione, in cui due società che al via erano avversarie (Deutsche Jungmannschaft Währing e FC Vorwärts), si fusero poi in una sola: il Deutscher SV.

### Sezione austriaca

#### Primo turno
| 30 novembre 1902 | Mödling FC | 7 – 2 | Viktoria Vienna |  |

#### Quarti di finale
| Vienna 9 novembre 1902 | First Vienna | rit. – | FC Wiener 1898 | * |

*Il Wiener FC 1898 abbandonò il terreno di gioco al momento del gol del provvisorio 2-1 da parte del First Vienna, lungamente contestato. Si venne poi a sapere che l'arbitro era un ex membro del First, cosa vietata dal regolamento. Tra ricorsi e controricorsi la gara fu considerata dapprima viziata e quindi da rigiocare, poi convalidata ed infine annullata. A quel punto il First Vienna si ritirò definitivamente dalla competizione.
| Vienna 15 marzo 1903 | Vienna Cricketer | 2 – 1 (d.t.s.) | Deutscher SV |  |

| Vienna 15 marzo 1903 | Wiener AC | 14 – 0 | Mödling FC |  |

| Vienna 15 marzo 1903 | Graphia SK | 3 – 0 (d.t.s.) | Rapid Vienna |  |

#### Semifinali
| Vienna 22 marzo 1903 | Vienna Cricketer | 2 – 0 | Graphia SK | ** |

**Match valevole anche per la competizione austriaca denominata Tagblatt Pokal.
| Vienna 22 marzo 1903 | Wiener AC | 5 – 0 | FC Wiener 1898 |  |

#### Finale
| Vienna 29 marzo 1903 | Wiener AC | 2 – 1 | Vienna Cricketer |  |

### Sezione boema
Lo Slavia Praga rinunciò a partecipare e il ČAFC Vinohrady poté accedere direttamente alle finali viennesi.

### Sezione ungherese

#### Finale
| Budapest 16 novembre 1902 | Ferencváros | 1 – 0 | 33 FC |  |

### Fase finale

#### Semifinali
| Vienna 3 maggio 1903 | Wiener AC | 5 – 1 | Ferencváros |  |

#### Finale
| Vienna 24 maggio 1903 | Wiener AC | – rit. | ČAFC Vinohrady | *** |

***Il ČAFC Vinohrady aveva passato il turno regionale senza giocare, beneficiando del ritiro dello Slavia Praga. Era arrivato alla finalissima grazie al sorteggio (le semifinaliste erano tre), ma non si presentò, risultando di fatto vicecampione senza essere mai sceso in campo.